# Anii 300
Secole: Secolul al III-lea - Secolul al IV-lea - Secolul al V-lea
Decenii: Anii 250 Anii 260 Anii 270 Anii 280 Anii 290 - Anii 300 - Anii 310 Anii 320 Anii 330 Anii 340 Anii 350
Ani: 300 | 301 | 302 | 303 | 304 | 305 | 306 | 307 | 308 | 309